# Шишковатая черепаха
Шишковатая черепаха (лат. Psammobates tentorius) — вид сухопутных черепах. Редка и недостаточно изучена.

## Описание

### Внешний вид
Длина панциря до 12,5—14,1 см. Карапакс чёрный с жёлтыми лучами на щитках. Лучи более узкие, чем у других видов рода и они могут иметь красновато-оранжевый оттенок. Спинные щитки, особенно позвоночные, сильно выпуклые, конические. На бёдрах могут быть шпоры, а могут и отсутствовать.

### Распространение и места обитания
Населяет Южную Африку от юга Намибии через Большой Намакваленд на юго-восток Капской провинции (ЮАР).
Обитает в песчаных и каменистых пустынях и аридных велдах.

### Питание
Растительноядна. Шишковатая черепаха ест дикорастущие травы и суккулентные кустарнички, богатые клетчаткой. В природе поедает свой и чужой кал.

### Размножение и развитие
В кладке 1—3 яйца размером 27—35 на 21—28 мм. Время инкубации около 220 дней. Длина панциря новорожденных 25—30 мм.

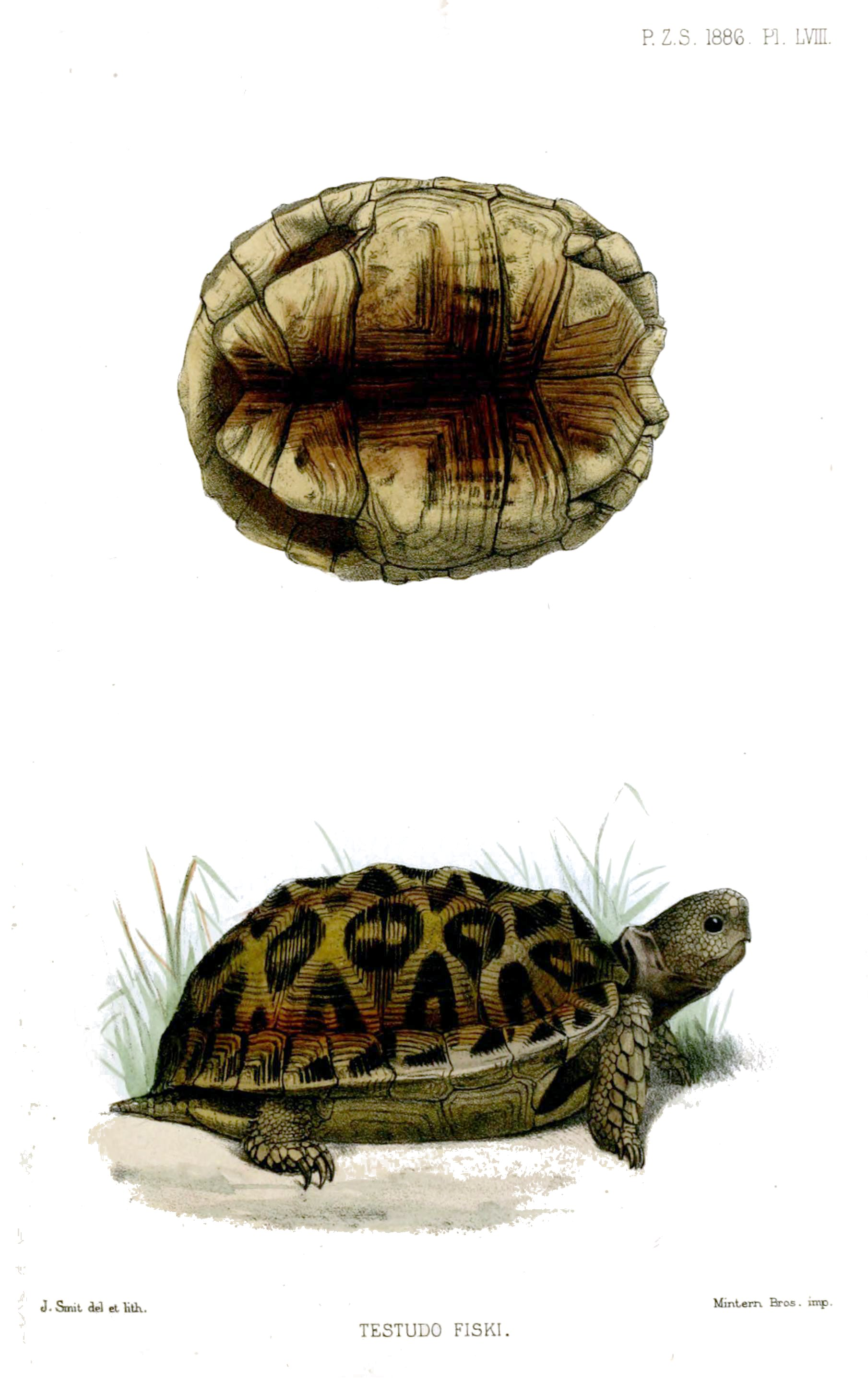
Psammobates tentorius verroxii

## Подвиды
Южная, или обыкновенная шишковатая черепаха (Psammobates tentorius tentorius Bell, 1828) — Имеет на пластроне отчётливый рисунок, состоящий из центрального пятна, иногда с некоторыми выступами по швам, но не образующими лучей. Краевых щитков на карапаксе обычно по 13. На каждом позвоночном щитке 8—12 лучей. На рёберных щитках их по 12—14, а на краевых — по 3—4. Обитает на юге и востоке Кару от Грейамстауна до Матжиесфонтейна.
Западная шишковатая черепаха (Psammobates tentorius trimeni Boulenger, 1886) — Наименьший подвид. Имеет на пластроне чёткий рисунок с центральным пятном, пересечённым жёлтыми лучами, с вкраплениями землистого цвета. Не более 12 краевых щитков на карапаксе с каждой стороны. На каждом позвоночном и реберном щитке по 4—8 лучей, а на краевых — по 3—4. Кормится ранним утром и перед закатом злаковыми травами рода Селин (Stipagrostis sp.), однолетниками рода Кислица (Oxalis sp.), Газания (Gazania sp.) и суккулентами из семейства аизовых (Aizoaceae). Распространена по побережью Намакваленда в ЮАР и Намибии (от Ламбертс-Бея через Оранжевую реку до Большого Намакваленда) в биотопах Суккулентного Кару. Таксон отнесён к вымирающим в соответствии с IUCN Red List.
Северная шишковатая черепаха (Psammobates tentorius verroxii Smith, 1839) — Пластрон жёлтого цвета и обычно без рисунка. Могут быть только беспорядочные пятна. Краевых щитков на карапаксе не более 12 с каждой стороны. Позвоночные щитки плоские. На каждом позвоночном и рёберном щитке по 5—6 лучей, причём передние из них на одном щитке соприкасаются с задними на щитке лежащем впереди, образуя характерные «глазки». Обитает в пустыне внутреннего Кару.

## Шишковатая черепаха и человек
Очень редка и находится под строгой охраной закона. Вид страдает от сельскохозяйственной деградации среды обитания, в меньшей степени под колёсами автомобилей и в результате охоты местного населения. Содержание в частных коллекциях запрещено.